# Classement du championnat du monde des pilotes de Formule 1 de 1950 à 1959
Liste, par année, des pilotes de Formule 1 classés parmi les dix premiers du championnat du monde.

## 1950
| Classement | Pilotes            | Pays        | Écuries            | Points inscrits |
| ---------- | ------------------ | ----------- | ------------------ | --------------- |
| 1er        | Giuseppe Farina    | Italie      | Alfa Romeo         | 30              |
| 2e         | Juan Manuel Fangio | Argentine   | Alfa Romeo         | 27              |
| 3e         | Luigi Fagioli      | Italie      | Alfa Romeo         | 24              |
| 4e         | Louis Rosier       | France      | Talbot Lago-Talbot | 13              |
| 5e         | Alberto Ascari     | Italie      | Ferrari            | 11              |
| 6e         | Johnnie Parsons    | États-Unis  | Kurtis-Offenhauser | 9               |
| 7e         | Bill Holland       | États-Unis  | Deidt-Offenhauser  | 6               |
| 8e         | Prince Bira        | Thaïlande   | Maserati           | 5               |
| 9e         | Peter Whitehead    | Royaume-Uni | Ferrari            | 4               |
| 10e        | Louis Chiron       | Monaco      | Maserati           | 4               |

## 1951
| Classement | Pilotes               | Pays        | Écuries            | Points inscrits |
| ---------- | --------------------- | ----------- | ------------------ | --------------- |
| 1er        | Juan Manuel Fangio    | Argentine   | Alfa Romeo         | 31              |
| 2e         | Alberto Ascari        | Italie      | Ferrari            | 25              |
| 3e         | José Froilán González | Argentine   | Ferrari            | 24              |
| 4e         | Giuseppe Farina       | Italie      | Alfa Romeo         | 19              |
| 5e         | Luigi Villoresi       | Italie      | Ferrari            | 15              |
| 6e         | Piero Taruffi         | Italie      | Ferrari            | 10              |
| 7e         | Lee Wallard           | États-Unis  | Kurtis-Offenhauser | 9               |
| 8e         | Felice Bonetto        | Italie      | Alfa Romeo         | 7               |
| 9e         | Mike Nazaruk          | États-Unis  | Kurtis-Offenhauser | 6               |
| 10e        | Reg Parnell           | Royaume-Uni | Ferrari / BRM      | 5               |

## 1952
| Classement | Pilotes               | Pays        | Écuries            | Points inscrits |
| ---------- | --------------------- | ----------- | ------------------ | --------------- |
| 1er        | Alberto Ascari        | Italie      | Ferrari            | 36              |
| 2e         | Giuseppe Farina       | Italie      | Ferrari            | 24              |
| 3e         | Piero Taruffi         | Italie      | Ferrari            | 22              |
| 4e         | Rudi Fischer          | Suisse      | Ferrari            | 10              |
| 5e         | Mike Hawthorn         | Royaume-Uni | Cooper-Bristol     | 10              |
| 6e         | Robert Manzon         | France      | Gordini            | 9               |
| 7e         | Troy Ruttman          | États-Unis  | Kuzma-Offenhauser  | 8               |
| 8e         | Luigi Villoresi       | Italie      | Ferrari            | 8               |
| 9e         | José Froilán González | Argentine   | Gordini            | 6,5             |
| 10e        | Dick Rathmann         | États-Unis  | Kurtis-Offenhauser | 6               |

## 1953
| Classement | Pilotes                 | Pays        | Écuries            | Points inscrits |
| ---------- | ----------------------- | ----------- | ------------------ | --------------- |
| 1er        | Alberto Ascari          | Italie      | Ferrari            | 34,5            |
| 2e         | Juan Manuel Fangio      | Argentine   | Maserati           | 28              |
| 3e         | Giuseppe Farina         | Italie      | Ferrari            | 26              |
| 4e         | Mike Hawthorn           | Royaume-Uni | Ferrari            | 19              |
| 5e         | Luigi Villoresi         | Italie      | Ferrari            | 17              |
| 6e         | José Froilán González   | Argentine   | Maserati           | 13,5            |
| 7e         | Bill Vukovich           | États-Unis  | Kurtis-Offenhauser | 9               |
| 8e         | Emmanuel de Graffenried | Suisse      | Maserati           | 7               |
| 9e         | Felice Bonetto          | Italie      | Maserati           | 6,5             |
| 10e        | Art Cross               | États-Unis  | Kurtis-Offenhauser | 6               |

## 1954
| Classement | Pilotes               | Pays        | Écuries             | Points inscrits |
| ---------- | --------------------- | ----------- | ------------------- | --------------- |
| 1er        | Juan Manuel Fangio    | Argentine   | Maserati / Mercedes | 42              |
| 2e         | José Froilán González | Argentine   | Ferrari             | 25,14           |
| 3e         | Mike Hawthorn         | Royaume-Uni | Ferrari             | 24,64           |
| 4e         | Maurice Trintignant   | France      | Ferrari             | 17              |
| 5e         | Karl Kling            | Allemagne   | Mercedes            | 12              |
| 6e         | Bill Vukovich         | États-Unis  | Kurtis-Offenhauser  | 8               |
| 7e         | Hans Herrmann         | Allemagne   | Mercedes            | 8               |
| 8e         | Giuseppe Farina       | Italie      | Ferrari             | 6               |
| 9e         | Jimmy Bryan           | États-Unis  | Kuzma-Offenhauser   | 6               |
| 10e        | Luigi Musso           | Italie      | Maserati            | 6               |

## 1955
| Classement | Pilotes             | Pays        | Écuries            | Points inscrits |
| ---------- | ------------------- | ----------- | ------------------ | --------------- |
| 1er        | Juan Manuel Fangio  | Argentine   | Mercedes           | 40              |
| 2e         | Stirling Moss       | Royaume-Uni | Mercedes           | 23              |
| 3e         | Eugenio Castellotti | Italie      | Lancia / Ferrari   | 12              |
| 4e         | Maurice Trintignant | France      | Ferrari            | 11,33           |
| 5e         | Giuseppe Farina     | Italie      | Ferrari / Lancia   | 10,33           |
| 6e         | Piero Taruffi       | Italie      | Ferrari / Mercedes | 9               |
| 7e         | Bob Sweikert        | États-Unis  | Kurtis-Offenhauser | 8               |
| 8e         | Robert Mieres       | Argentine   | Maserati           | 7               |
| 9e         | Jean Behra          | France      | Maserati           | 6               |
| 10e        | Luigi Musso         | Italie      | Maserati           | 6               |

## 1956
| Classement | Pilotes             | Pays        | Écuries                  | Points inscrits |
| ---------- | ------------------- | ----------- | ------------------------ | --------------- |
| 1er        | Juan Manuel Fangio  | Argentine   | Ferrari                  | 30              |
| 2e         | Stirling Moss       | Royaume-Uni | Maserati                 | 27              |
| 3e         | Peter Collins       | Royaume-Uni | Ferrari                  | 25              |
| 4e         | Jean Behra          | France      | Maserati                 | 22              |
| 5e         | Pat Flaherty        | États-Unis  | Watson-Offenhauser       | 8               |
| 6e         | Eugenio Castellotti | Italie      | Ferrari                  | 7,5             |
| 7e         | Sam Hanks           | États-Unis  | Kurtis Kraft-Offenhauser | 6               |
| 8e         | Paul Frère          | Belgique    | Ferrari                  | 6               |
| 9e         | Francisco Godia     | Espagne     | Maserati                 | 6               |
| 10e        | Jack Fairman        | Royaume-Uni | Connaught-Alta           | 5               |

## 1957
| Classement | Pilotes            | Pays        | Écuries             | Points inscrits |
| ---------- | ------------------ | ----------- | ------------------- | --------------- |
| 1er        | Juan Manuel Fangio | Argentine   | Maserati            | 40              |
| 2e         | Stirling Moss      | Royaume-Uni | Vanwall             | 25              |
| 3e         | Luigi Musso        | Italie      | Ferrari             | 16              |
| 4e         | Mike Hawthorn      | Royaume-Uni | Ferrari             | 13              |
| 5e         | Tony Brooks        | Royaume-Uni | Vanwall             | 11              |
| 6e         | Masten Gregory     | États-Unis  | Maserati            | 10              |
| 7e         | Harry Schell       | États-Unis  | Maserati            | 10              |
| 8e         | Sam Hanks          | États-Unis  | Epperly-Offenhauser | 8               |
| 9e         | Peter Collins      | Royaume-Uni | Ferrari             | 8               |
| 10e        | Jim Rathmann       | États-Unis  | Epperly-Offenhauser | 7               |

## 1958
| Classement | Pilotes             | Pays        | Écuries                 | Points inscrits |
| ---------- | ------------------- | ----------- | ----------------------- | --------------- |
| 1er        | Mike Hawthorn       | Royaume-Uni | Ferrari                 | 42              |
| 2e         | Stirling Moss       | Royaume-Uni | Cooper-Climax / Vanwall | 41              |
| 3e         | Tony Brooks         | Royaume-Uni | Vanwall                 | 24              |
| 4e         | Roy Salvadori       | Royaume-Uni | Cooper-Climax           | 15              |
| 5e         | Peter Collins       | Royaume-Uni | Ferrari                 | 14              |
| 6e         | Harry Schell        | États-Unis  | BRM                     | 14              |
| 7e         | Maurice Trintignant | France      | Cooper-Climax           | 12              |
| 8e         | Luigi Musso         | Italie      | Ferrari                 | 12              |
| 9e         | Stuart Lewis-Evans  | Royaume-Uni | Vanwall                 | 11              |
| 10e        | Phil Hill           | États-Unis  | Ferrari                 | 9               |

## 1959
| Classement | Pilotes             | Pays             | Écuries             | Points inscrits |
| ---------- | ------------------- | ---------------- | ------------------- | --------------- |
| 1er        | Jack Brabham        | Australie        | Cooper-Climax       | 31              |
| 2e         | Tony Brooks         | Royaume-Uni      | Ferrari             | 27              |
| 3e         | Stirling Moss       | Royaume-Uni      | BRM / Cooper-Climax | 25,5            |
| 4e         | Phil Hill           | États-Unis       | Ferrari             | 20              |
| 5e         | Maurice Trintignant | France           | Cooper-Climax       | 19              |
| 6e         | Bruce McLaren       | Nouvelle-Zélande | Cooper-Climax       | 16,5            |
| 7e         | Dan Gurney          | États-Unis       | Ferrari             | 13              |
| 8e         | Joakim Bonnier      | Suède            | BRM                 | 10              |
| 9e         | Masten Gregory      | États-Unis       | Cooper-Climax       | 10              |
| 10e        | Rodger Ward         | États-Unis       | Watson-Offenhauser  | 8               |